# Taufkirchen an der Trattnach
Taufkirchen an der Trattnach är en ort och kommun i Österrike. Den ligger i distriktet Grieskirchen i förbundslandet Oberösterreich, 190 kilometer väster om huvudstaden Wien.
Kommunen består av 37 orter (Ortschaften) (inom parentes invånarantal 1 januari 2024):

- Adrischendorf (16)
- Aich (212)
- Aichet (20)
- Altenhof (11)
- Brandstetten (23)
- Damberg (11)
- Dietensam (96)
- Eiblhub (18)
- Erb (8)
- Fellhof (4)
- Fürstling (4)
- Gries (11)
- Grubhof (4)
- Gstötten (4)
- Haslau (28)
- Hehenberg (109)
- Helmling (31)
- Hofmaning (24)
- Holz (6)
- Keneding (24)
- Korntnerberg (19)
- Mödlbach (51)
- Niedertrattnach (77)
- Oberolzing (28)
- Obertrattbach (9)
- Obertrattnach (318)
- Odlboding (36)
- Ragering (36)
- Reischau (29)
- Roith (86)
- Taufkirchen an der Trattnach (355)
- Unterolzing (41)
- Untertrattbach (33)
- Vatersam (52)
- Weidenau (6)
- Widldorf (96)
- Winkl (16)